# UBI Banca
UBI Banca - Unione di Banche Italiane S.p.A. è stata una banca italiana con sede a Bergamo che, a partire dal 5 agosto 2020, in seguito al successo dell'OPAS, è divenuta parte del gruppo bancario Intesa Sanpaolo.
Nata il 1º aprile 2007 dalla fusione fra BPU Banca - Banche Popolari Unite e Banca Lombarda e Piemontese, UBI Banca era un gruppo bancario italiano di origine cooperativa, quarto per numero di sportelli, con 1 575 filiali in Italia al 31 dicembre 2019 e una quota di mercato pari del 6,8% al 30 giugno 2019. I lavoratori dell'ex Gruppo UBI Banca ammontavano a quasi quindicimila al 12 aprile 2021.
UBI Banca è stata quotata dal 2007 al 2020 sull'MTA della Borsa Italiana: dal 1º aprile 2007 al 4 agosto 2020, ininterrottamente nel suo indice principale (che fino al 29 maggio 2009 era lo S&P Mib, sostituito dal 1º giugno seguente dal FTSE MIB) e dal 5 agosto fino al 5 ottobre 2020, quando è stata revocata, solamente sull'MTA.
Tra la fine del 2020 e l'inizio del 2021, Intesa Sanpaolo, su indicazioni dell'Autorità garante della concorrenza e del mercato, raggiunge accordi integrativi con BPER Banca e Banca Popolare di Puglia e Basilicata per la cessione complessiva di 646 filiali, delle quali 613 afferenti a UBI Banca e 33 alla capogruppo. 
Il 12 aprile 2021 è avvenuta la fusione per incorporazione di UBI Banca in Intesa Sanpaolo.

## Storia
UBI Banca - Unione di Banche Italiane S.p.A. nasce il 1º aprile 2007 con la fusione per incorporazione di Banca Lombarda e Piemontese in BPU Banca, ed operava prevalentemente con clientela retail (famiglie, piccoli operatori economici e PMI, aveva sede a Bergamo. UBI Banca interagiva con 4,2 milioni di clienti, disponeva di una copertura multiregionale ed era presente a livello internazionale, attraverso banche, filiali e numerosi uffici di rappresentanza.

### Le origini
BPU era nata nel 2003, grazie all'unione tra Banca Popolare di Bergamo e Banca Popolare Commercio e Industria. Le due banche ebbero una storia ultracentenaria, risalente sin all'Unità d'Italia; facevano parte del gruppo anche Banca Carime e Banca Popolare di Ancona.
Banca Lombarda, invece, era nata nel 1998 con la fusione tra Banca San Paolo di Brescia e Credito Agrario Bresciano e l'affidamento nel 1999 dell'attività bancaria al Banco di Brescia. Del gruppo, nel quale nel 2000 sono confluite la Banca Regionale Europea e la Cassa di Risparmio di Tortona, facevano già parte, sin dal 1998 la Banca di Valle Camonica e il Banco di San Giorgio. Con l'ingresso delle storiche banche del Piemonte, c'è stato conseguentemente il cambio di ragione sociale della società capogruppo in Banca Lombarda e Piemontese S.p.A..

### La trasformazione in S.p.A.
In seguito al decreto legge, adottato il 20 gennaio 2015 dal Consiglio dei ministri, che impone alle banche popolari con attivo superiore a otto miliardi di euro la trasformazione da Società cooperativa per azioni in società per azioni, UBI Banca ha proceduto ad adeguarsi alla nuova normativa. Il 10 ottobre 2015 l'assemblea straordinaria dei soci, riunita a Brescia, ha approvato la trasformazione in società per azioni (UBI Banca è S.p.A.), avvenuta il 12 ottobre 2015 con l'iscrizione della delibera presso il registro delle imprese di Bergamo. La delibera è stata assunta in presenza di 5.032 soci, rappresentanti il 20,91% del capitale sociale; i voti a favore sono stati 4.975 rappresentanti il 20,88% del capitale sociale e il 98,87% dei voti espressi, i voti contrari sono stati 26, gli astenuti 31.

### Il piano industriale 2019-2020
Il 27 giugno 2016, l'ex gruppo ha presentato il piano industriale 2019-2020, aggiornato l'11 maggio 2017 a seguito del perfezionamento dell'acquisizione di tre banche ponte (bridge bank).
Una volta approvata la creazione della Banca Unica tramite la fusione di sette banche rete in UBI Banca, è stata prevista una crescita dei proventi operativi da circa 3,4 miliardi di euro a 3,8 miliardi nel 2020. Un ulteriore obiettivo si basa su una grande riduzione del costo del credito, per opera del decremento di flussi dei crediti deteriorati. Tutti gli obiettivi del piano industriale 2019-20 si sviluppano sulla base di uno scenario economico abbastanza prudente, vista la modesta crescita del PIL. In aggiunta, la crisi economica e l'evoluzione tecnologica hanno cambiato in modo colossale i bisogni della clientela e di molte imprese, le quali non sono soddisfatte di servizi delle banche.

### La nascita di Banca Unica
Tra il 2016 ed il 2017, le sette banche locali del gruppo vengono fuse per incorporazione nella capogruppo UBI Banca: 
- il 21 novembre 2016 Banca Popolare Commercio e Industria e Banca Regionale Europea (che aveva precedentemente già incorporato Cassa di Risparmio di Tortona e Banco di San Giorgio),
- il 19 febbraio 2017 Banca Popolare di Bergamo, Banco di Brescia, Banca Popolare di Ancona, Banca Carime e Banca di Valle Camonica.

### L'acquisizione delle banche in risoluzione
A gennaio 2017 UBI Banca ha deliberato l'offerta vincolante per l'acquisto del 100% del capitale delle seguenti banche in risoluzione: Nuova Banca delle Marche, Nuova Banca dell'Etruria e del Lazio S.p.A. e la Nuova Cassa di Risparmio di Chieti, facenti parte delle Target bridge institutions, al prezzo simbolico di un euro, ma dovendole ricapitalizzare. L'assemblea di UBI ha quindi approvato un aumento di capitale di 400 milioni. L'offerta effettuata ha inoltre previsto, prima della conclusione dell'operazione, la cessione pro-soluto da parte delle Target bridge institutions di circa 2,2 miliardi di euro di crediti lordi deteriorati, venduti al Fondo Atlante. Il 10 maggio 2017, in seguito alla sopramenzionata cessione dei crediti, si è conclusa l'operazione al prezzo di 713 milioni di euro.
In seguito all'acquisizione delle Target bridge institutions sono entrate nell'ex Gruppo UBI: Nuova Banca delle Marche S.p.A., Nuova Banca dell'Etruria e del Lazio S.p.A., la Nuova Cassa di Risparmio di Chieti S.p.A., Banca Federico del Vecchio S.p.A. (controllata di Banca Etruria), Cassa di risparmio di Loreto S.p.A. (98,86%) (controllata di Banca Marche), Oro Italia Trading S.p.A. (controllata di Banca Etruria), BancAssurance Popolari S.p.A. (89,53%) (controllata di Banca Etruria) e BancAssurance Popolari Danni S.p.A. (controllata di Banca Etruria tramite BancAssurance Popolari).
Dal 16 ottobre 2017 Banca Adriatica (ex Nuova Banca Marche) e Carilo (Cassa di risparmio di Loreto) tramite fusione per incorporazione sono entrate nella capogruppo. Gli effetti verso i terzi della fusione di Banca Adriatica e di Carilo in UBI Banca decorsero dal 23 ottobre 2017, mentre gli effetti contabili e fiscali della fusione decorsero dal 1º ottobre 2017. Dal 27 novembre 2017 Banca Tirrenica S.p.A. (ex Banca Etruria) e la sua controllata Banca Federico del Vecchio S.p.A. sono state fuse per incorporazione nella capogruppo UBI Banca S.p.A. Dal 26 febbraio 2018 Banca Teatina S.p.A. (ex Carichieti) è stata fusa per incorporazione nella capogruppo UBI Banca S.p.A.

### UBI nel Gruppo Intesa Sanpaolo

#### Dall'OPS all'OPAS di Intesa Sanpaolo
Il 17 febbraio 2020 Carlo Messina, CEO di Intesa Sanpaolo, annuncia a sorpresa il lancio di una OPS (offerta pubblica di scambio) volontaria per 4,9 miliardi di euro nei confronti di UBI Banca. La proposta iniziale prevedeva che per ogni dieci azioni di UBI Banca saranno corrisposte diciassette azioni di Intesa Sanpaolo di nuova emissione con un premio del 27,6% rispetto alla quotazione in Borsa di venerdì 14 febbraio (ex-dividend). Inoltre il 27 aprile 2020 Intesa, che con il successo dell'operazione accede a tre milioni di clienti di UBI, ha sottoposto all'assemblea straordinaria la proposta di un aumento di capitale in sostegno dell'OPS, con voto favorevole della stessa.
L'operazione di Intesa Sanpaolo è complessa in quanto, per prevenire possibili problemi con l'Autorità garante della concorrenza e del mercato (AGCM), Intesa ha sottoscritto un accordo con BPER Banca che prevede l'acquisto da parte di quest'ultima di un ramo d'azienda comprensivo di 532 filiali prevalentemente nel Nord Italia con circa 1,2 milioni di clienti ed un accordo con Unipol per la cessione dei rami d'azienda delle compagnie assicurative Banca Assurance Popolari, Lombardia Vita e Aviva Italia (partecipate da UBI) e costituiti dai rapporti assicurativi sottoscritti dai clienti del ramo bancario ceduto a BPER. Il gruppo assicurativo bolognese ha sostenuto l'aumento di capitale di 802,26 milioni di euro di BPER, di cui è prima socia con il 19,9% al fine di sostenere l'impegno finanziario di quest'ultima per l'acquisizione in contanti del ramo bancario di cui sopra. L'operazione, che ha già ottenuto l'approvazione della Banca Centrale Europea, della Banca d'Italia, dell'IVASS e di altre autorità europee ed extra europee, prevede alla fine il delisting di UBI e la fusione tra le due banche. All'offerta viene aggiunto successivamente anche un conguaglio in denaro di 0,57 euro per ogni azione UBI consegnata, diventando così un'OPAS.

#### UBI esce dal FTSE MIB
L'offerta si conclude il 30 luglio 2020 col raggiungimento del 91,0149% del capitale di UBI. Pertanto avendo superato il 90% del capitale sociale, sono partite le procedure di delisting che hanno portato Intesa Sanpaolo a diventare l'unico azionista di UBI Banca.
Dal 5 agosto 2020 UBI, avendo un flottante inferiore al 10%, è uscita dal FTSE MIB, l'indice principale della Borsa Italiana, in cui era presente ininterrottamente dalla sua nascita del 1º giugno 2009.

#### Micciché nuovo CD e DG
Il 3 agosto 2020 Victor Massiah si dimette con effetto immediato dall'incarico di consigliere delegato e direttore generale. Tre giorni dopo il cda di UBI, su proposta di Carlo Messina, CEO di Intesa Sanpaolo, nomina al suo posto Gaetano Micciché, esperto di ristrutturazioni bancarie, con il compito di traghettare il progetto di integrazione tra le due banche.

#### Ildelisting
Il successivo 5 ottobre intesa Sanpaolo ha effettuato il regolamento della procedura congiunta per esercitare il diritto di acquisto e contestualmente adempiere all'obbligo di acquisto avente a oggetto le azioni ordinarie di UBI Banca in circolazione non detenute, a seguito della conclusione dell'OPAS volontaria totalitaria da essa promossa in data 6 marzo 2020 sulle Azioni UBI Banca. Conseguentemente Borsa Italiana ha disposto la revoca delle azioni di UBI Banca dalla quotazione sull'MTA, (ossia il delisting) a decorrere dal 5 ottobre 2020.

#### Cessione degli sportelli
Il 12 novembre 2020 si è conclusa la prima delle due trattative richieste dall'Autorità garante della concorrenza e del mercato per la cessione di 620 sportelli a BPER Banca; alle 486 filiali dotate di autonomia contabile, si sono sommati 134 punti operativi ad operatività limitata, privi di autonomia contabile. La seconda trattativa, perfezionatasi il 15 gennaio 2021, ha portato alla vendita di un ramo d'azienda di UBI consistente nella cessione di 26 sportelli (17 filiali e 9 punti operativi), dislocati in Abruzzo, Basilicata, Calabria e Molise, alla Banca Popolare di Puglia e Basilicata. Si tratta complessivamente di 646 agenzie: 613 della rete UBI (472 filiali e 141 punti operativi) e 33 appartenenti a Intesa Sanpaolo (31 filiali e 2 punti operativi, tutte in Lombardia).

## Azionisti
Dal 5 ottobre 2020 Intesa Sanpaolo S.p.A. ha detenuto il 100% del capitale sociale di UBI Banca in qualità di azionista unico.

## Capitale sociale
Il capitale sociale di UBI Banca ammontava a 2.843.177.160,24 euro, costituito da 1.144.285.146 azioni ordinarie prive del valore nominale.

## Consiglio di amministrazione
Il 15 ottobre 2020 è avvenuto il rinnovo del consiglio di amministrazione per il triennio 2020-2022. Paolo Maria Grandi è stato eletto presidente e Bruno Picca vicepresidente. Inoltre è stato confermato Gaetano Miccichè, già in carica dal 6 agosto 2020, in qualità di consigliere delegato e direttore generale.
Gli altri membri eletti sono stati: Paola Angeletti, Giuseppe Attanà, Luigi Arturo Bianchi, Giovanni Boccolini, Mario Ciaccia, Marialuisa Cicognani, Cristina Flaim, Stefania Mancino, Felice Scalvini, Anna Simioni, Laura Viganò e Alessandra Vitali Rosati.

## L'ex Gruppo UBI Banca

### Significato del nome
Il nome e il simbolo della banca ne caratterizzano gli elementi fondanti: l'unione e la partecipazione che rendono la Banca polifunzionale, federale e integrata. La necessità di adottare un acronimo idoneo e al contempo ambizioso ne ha condizionato la scelta, la quale è ricaduta su UBI, ossia un termine latino che significa "ovunque" e ha rispecchiato gli intenti del gruppo: essere ovunque, in modo da diventare un punto di riferimento a livello nazionale.

### Le ex banche del gruppo
L'ex gruppo UBI Banca nato nel 2007 con la fusione per incorporazione di Banca Lombarda e Piemontese in BPU Banca - Banche Popolari Unite, era formato da una rete di banche locali, le quali tra il 2016 e il 2017 sono state fuse per incorporazione nella capogruppo UBI Banca.
Le banche rete incorporate sono:
- Banca Popolare di Bergamo S.p.A., con sede a Bergamo, presente fondamentalmente in Lombardia e in particolare nelle provincie di Bergamo, Como, Lecco, Monza e Brianza, Varese, oltre che in Lazio (fusa per incorporazione il 19 febbraio 2017 in UBI Banca S.p.A.)
- Banco di Brescia S.p.A., con sede a Brescia, presente in Lombardia e in particolare nelle provincie di Brescia e Lodi, in Lazio, Veneto e Friuli Venezia Giulia (fusa per incorporazione il 19 febbraio 2017 in UBI Banca S.p.A.)
- Banca Popolare Commercio e Industria S.p.A., con sede a Milano, era presente in Lombardia e in particolare nelle provincie di Milano e Pavia, in Emilia-Romagna e in Lazio (fusa per incorporazione il 21 novembre 2016 in UBI Banca S.p.A.)
- Banca Regionale Europea S.p.A., con sede a Torino, era presente prevalentemente nel nord-ovest, dopo che il 22 ottobre 2012 ha incorporato il Banco di San Giorgio, acquisendo così i suoi sportelli, dislocati tutti in Liguria e che hanno continuato inizialmente a conservare il marchio della banca genovese (fusa per incorporazione il 21 novembre 2016 in UBI Banca S.p.A.)
- Banca Popolare di Ancona, con sede a Jesi (AN), presente nelle Marche, in Emilia-Romagna, Umbria, Abruzzo, Molise, Campania e Lazio (fusa per incorporazione il 19 febbraio 2017 in UBI Banca S.p.A.)
- Banca Carime, con sede a Cosenza, presente in Puglia, Campania, Basilicata e Calabria (fusa per incorporazione il 19 febbraio 2017 in UBI Banca S.p.A.)
- Banca di Valle Camonica, con sede a Breno (BS), presente in Lombardia e in particolare nelle provincie di Brescia, Bergamo, Como, Sondrio. (fusa per incorporazione il 19 febbraio 2017 in UBI Banca S.p.A.)

### L'ex struttura
Il gruppo era composto da:
- una banca on-line specializzata nella gestione degli investimenti di individui e famiglie:
  - IW Bank S.p.A. (IWBank Private Investments) (controllata al 100%)
- società attive nel:
  - cessione del quinto: Prestitalia S.p.A. (controllata al 100%) e UFI Servizi S.r.l. (partecipata al 23,1667% da Prestitalia)
  - asset management: Pramerica SGR S.p.A. (controllata al 100%)[30][31][32]
  - servizi fiduciari: UBI Trustee Sa (controllata al 100%)
  - servizi di formazione e sviluppo professionale: UBI Academy S.c.r.l. (controllata al 100%)
  - factoring: UBI Factor S.p.A. (controllata al 100%)
  - leasing: UBI Leasing S.p.A. (controllata al 100%)
  - bancassicurazione: 
    - Lombarda Vita S.p.A. (controllata al 40%, il 60% è di proprietà di Cattolica Assicurazioni)
    - Aviva Vita S.p.A. (controllata al 20%, l'80% è di proprietà di Aviva)
    - BancAssurance Popolari S.p.A. (100%)
      - UBI Sicura S.p.A. (100%)
- una società di servizi: UBI Sistemi e Servizi S.C.p.A. (controllata al 98,56%) (restante 1,44% è detenuto da Cargeas Assicurazioni S.p.A. già UBI Assicurazioni S.p.A. controllata da BNP Paribas Cardif SA)
- una Re.O.Co.: Kemodus S.r.l. (controllata al 100%)
- una società immobiliare BPB Immobiliare S.r.l. (controllata al 100%)
- Polis Fondi SGR.p.A.(partecipata al 19,6%)
- Montefeltro Sviluppo SCRL (partecipata al 26,3699%)
- SF Consulting Srl (partecipata al 35%)
- Zhong Ou Asset Management Co. Ltd (partecipata al 25%)
- società veicolo per la cartolarizzazione di crediti:
  - UBI Finance S.r.l. (controllata al 60%)
  - UBI Finance CB 2 S.r.l. (controllata al 60%)
  - . 24-7 Finance S.r.l. (controllata al 10%)
  - . UBI Finance 2 S.r.l. - in liquidazione (controllata al 10%)
  - UBI SPV Group 2016 S.r.l. (controllata al 10%)
  - UBI SPV Lease 2016 S.r.l. (controllata al 10%)
  - Mecenate S.r.l. (controllata al 95%)

#### UBI Factor S.p.A.
È la sesta società italiana di factoring con un volume complessivo di operazioni realizzate nel 2016 pari a circa 9 miliardi di euro. Fondata nel 1981 con la denominazione di "CBI Factor " ad opera di un gruppo di banche su iniziativa dell'Istituto di banche e banchieri. CBI Factor venne acquisita alla fine degli anni novanta dal gruppo Banca Lombarda. Nel 2005 CBI Factor si è fusa con Veneta Factoring. A seguito della fusione di Banca Lombarda con BPU Banca, che ha dato origine al gruppo UBI Banca, ha cambiato denominazione e, a partire dal 24 settembre 2008, diventa "UBI Factor". La direzione generale della UBI Factor ha sede a Milano, mentre a Pordenone si trova una unità operativa. La società è presente in Polonia con una propria succursale a Cracovia.

### L'ex suddivisione territoriale
Dopo la realizzazione della "Banca Unica", e con la successiva integrazione delle cosiddette "banche ponte", la rete è stata suddivisa in macro aree territoriali, a presidio dei territori di storico radicamento delle banche: 
- Bergamo e Lombardia Ovest (con sede a Bergamo);
- Brescia e Nord Est (con sede a Brescia);
- Milano ed Emilia-Romagna (con sede a Milano);
- Nord Ovest (con sede a Torino);
- Lazio Toscana Umbria (con sede a Roma);
- Marche Abruzzo (con sede a Jesi);
- Sud (con sede a Bari).

### Posizionamento di mercato
Il Gruppo UBI Banca era la quarta rete distributiva per numero di sportelli (quota di mercato del 6,7% al 31 dicembre 2018), quarto gruppo nazionale in termini di crediti netti verso clientela (quota di mercato 6,1% al 30 settembre 2018), quinto gruppo nazionale in termini di totale attivo (125,3 miliardi di euro al 31 dicembre 2018) e raccolta diretta da clientela (quota di mercato 4,5% al 30 settembre 2018).

### Presenza internazionale
Le filiali erano presenti a Antibes, Cracovia, Madrid, Mentone, Monaco di Baviera e Nizza, unitamente agli uffici di rappresentanza di Casablanca, Dubai, Hong Kong, Mosca, Mumbai, New York, San Paolo e Shanghai.

### Dati finanziari
Al 31 dicembre 2020, l'ex gruppo presentava, in riferimento al capitale:
- un rapporto Common Equity Tier 1[35] all'8,71%;
- un Total Capital Ratio[36] al 14,44%;

Quella che segue è la tabella di comparazione dei dati finanziari consolidati dell'ex Gruppo UBI.
| Anno | Proventi operativi netti (in milioni di €) | Utile di esercizio (in milioni di €) | Totale dell'attivo (in milioni di €) | Patrimonio netto (in milioni di €) |
| ---- | ------------------------------------------ | ------------------------------------ | ------------------------------------ | ---------------------------------- |
| 2020 | 3.592                                      | -3.504                               | 131.320                              | 10.122                             |
| 2019 | 3.638                                      | 251                                  | 126.525                              | 9.491                              |
| 2018 | 3.519                                      | 426                                  | 125.306                              | 9.163                              |
| 2017 | 3.578                                      | 691                                  | 127.376                              | 9.925                              |
| 2016 | 3.119                                      | -830                                 | 112.384                              | 9.820                              |
| 2015 | 3.371                                      | 117                                  | 117.201                              | 9.865                              |
| 2014 | 3.410                                      | -726                                 | 121.787                              | 10.530                             |
| 2013 | 3.437                                      | 251                                  | 124.242                              | 10.088                             |
| 2012 | 3.526                                      | 83                                   | 132.434                              | 9.655                              |
| 2011 | 3.438                                      | -1.841                               | 129.804                              | 10.781                             |
| 2010 | 3.496                                      | 172                                  | 130.559                              | 10.807                             |
| 2009 | 3.906                                      | 270                                  | 122.313                              | 11.141                             |
| 2008 | 4.090                                      | 69                                   | 121.956                              | 11.071                             |
| 2007 | 4.459                                      | 941                                  | 121.469                              | 10.849                             |
| 2006 | 4.278                                      | 852                                  | 116.164                              | 10.651                             |